# (36292) 2000 GX122
2000 GX122 (asteroide 36292) é um asteroide da cintura principal. Possui uma excentricidade de 0.11436020 e uma inclinação de 6.14349º.
Este asteroide foi descoberto no dia 11 de abril de 2000 por Charles W. Juels em Fountain Hills.